# Sajgonki

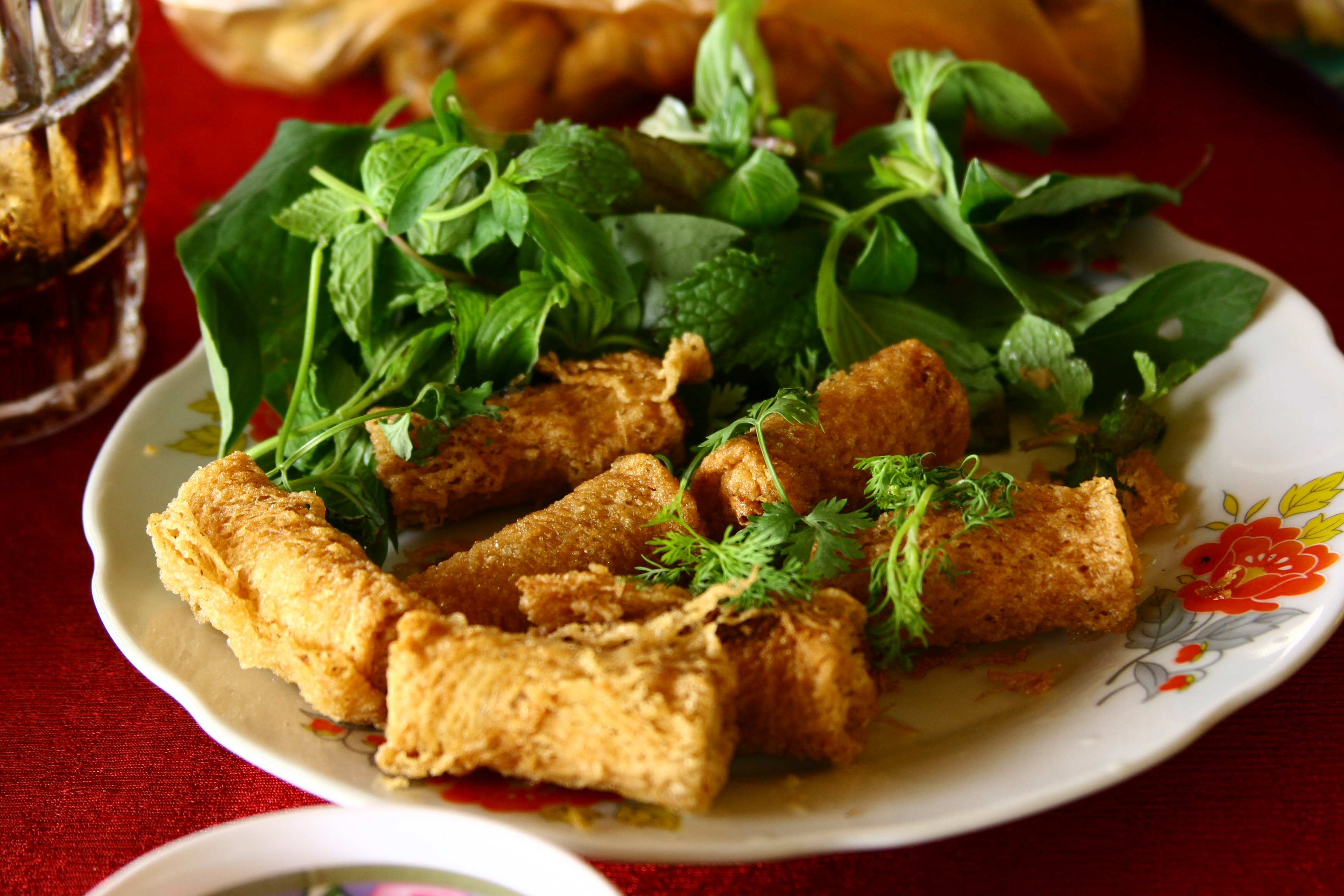
Sajgonki wietnamskie

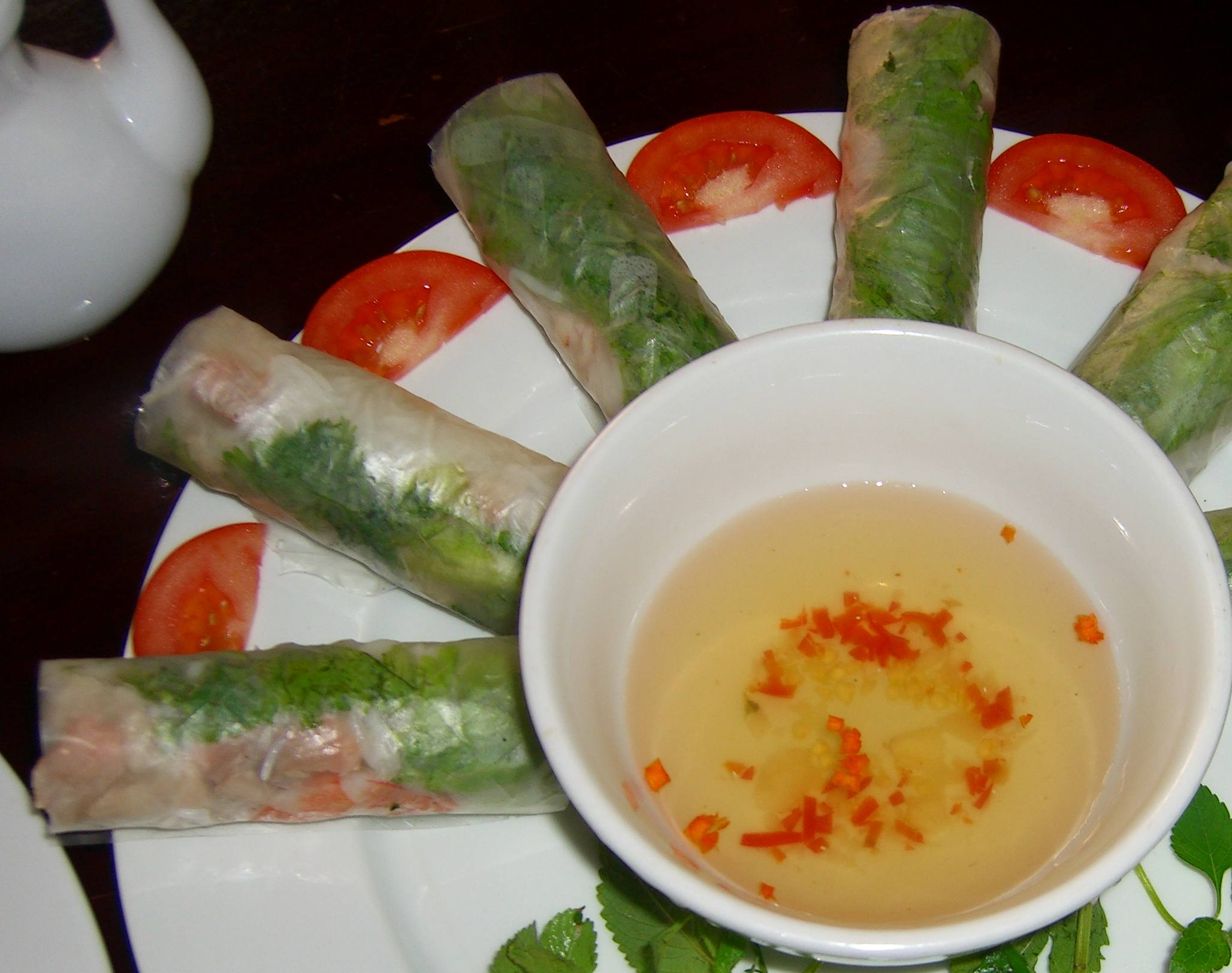
Wersja niesmażona

Sajgonki, krokiety wiosenne, naleśniki wiosenne (chiń. 春卷; pinyin chūn juǎn; wiet. chả giò, wersja smażona (na północy Wietnamu: nem), wersja niesmażona: gỏi cuốn)  – popularne danie kuchni chińskiej oraz kuchni krajów Azji Południowo-Wschodniej.
Sajgonki mają postać naleśniczków z nadzieniem mięsno-warzywnym lub krewetkowym, zazwyczaj jedzone są jako zakąska z różnego rodzaju sosami i dipami. Występują w bardzo wielu odmianach w zależności od kraju i regionalnych upodobań. Mogą być spożywane na zimno, smażone, itd. Te smażone, zazwyczaj mają mniejsze rozmiary. Do zawijania farszu służy specjalne ciasto lub papier ryżowy. Nazwa angielska „spring rolls” jest dosłownym tłumaczeniem nazwy chińskiej. Polska popularna nazwa „sajgonki” odnosi się raczej do – bardziej w Polsce znanej – wersji wietnamskiej.